# Мртво море
Мртво море (хебр. ים המלח, арап. البحر الميت) је језеро на Блиском истоку које се уобичајено назива морем. Важи за најсланије језеро на свету. Са својим салинитетом око девет пута већим од салинитета обичне морске воде (342 g/kg, или 34,2% 2011. године), у њему живот не постоји, осим врло отпорних микроорганизама — бактерија. Његова густина је 1,24 kg/l, што чини пливање слично плутању.
Његове обале деле Израел и Јордан и има притоку, реку Јордан. Дугачко је око 67 km и широко до 18 km. Мртво море је и највећа депресија у свету (најмања надморска висина копна), а водена површина је на −430,5 m (−1.412 ft) метара надморске висине и даље опада. Највећа дубина Мртвог мора је 330 m. Језерско дно је на месту највеће дубине 748 m испод нивоа мора. Мртво море има облик издужене елипсе, где му дужа оса лежи у правцу југ–север. Обала му је слабо разуђена. Већих залива, ртова, полуострва, нема. Северни део Мртвог мора има највећу дубину, а његов јужни део је плитак и износи до пет метара.

## Вода
Вода Мртвог мора је прилично топла. Како је садржај соли висок, вода има велику густину. Горњих 35 m има салинитет од 300 до 400 промила и температуру између 19 °C и 37 °C. У воду је немогуће ући до врата јер се тело само диже изнад површине чим човек уђе унутра до висине груди. Такође, није могуће ни отворити очи у води.

### Промена нивоа воде
Ниво воде Мртвог мора је током времена био изложен знатним променама. Од постанка до данас језеро које је постојало у овом подручју је било у константној регресији, тј. имало је негативан водни биланс (однос између количине воде која притекне у језеро и количине воде која отекне или испари). Испаравање је било доста интензивно, па је језеро већу количину воде губило испаравањем, него што је примало притокама или падавинама. У последњих 100 година запажена је велика нестабилност нивоа Мртвог мора.
Сваке године његова дубина опадне за по један метар, а већина штете учињена је у последњих 50 година. Све воде које су некада стизале до Мртвог мора преусмерене су на фарме и славине. У исто време, индустрија узима воду из мора, и тако убрзава његов пад. На јужном делу, Мртво море црпи огромне количине ђубрива из морске воде које се сливају кроз канал. Израелска компанија неке воде враћа назад, али у комбинацији са сличним операцијама на јорданској страни, резултат је нето губитак за већ смањено језеро. Отварају се рупе, земљина кора колабира док слатководни извори иду за морем које се повлачи. Раскошне оазе нестају, а три баште које су се напајале из извора су осушене.

## Клима
Клима Мртвог мора (BWh) нуди целогодишње сунчано небо и сув ваздух. Јавља се мање од 50 mm (2 in) падавина годишње, а просечна летња температура је између 32 и 39 °C. Зимске просечне температуре се крећу између 20 и 23 °C. Регион има слабије ултраљубичасто зрачење, посебно UVB (еритрогени зраци). Имајући у виду виши атмосферски притисак, ваздух има нешто већи садржај кисеоника (3,3% лети, и до 4,8% у зимском периоду) у поређењу са концентрацијом кисеоника на нивоу мора. Барометарски притисци измерени на Мртвом мору су између 1061 и 1065 hPa и клинички су упоредиви са здравственим ефектима на већој надморској висини. Ова барометарска мера је око 5% виша од стандардног атмосферског притиска на нивоу мора од 1013,25 hPa, што је глобални океански просек или ATM. Мртво море утиче на температуре оближњих области због уравнотежујућег ефекта који велика количина воде има на климу. Током зиме, температуре мора имају тенденцију да буду веће од температуре тла, и обрнуто током летњих месеци. Ово је резултат масе воде и специфичног топлотног капацитета. У просеку, постоји 192 дана изнад 30 °C (86 °F) годишње.
| Клима Мртвог мора, Седом (390 m испод морског нивоа) | Клима Мртвог мора, Седом (390 m испод морског нивоа) | Клима Мртвог мора, Седом (390 m испод морског нивоа) | Клима Мртвог мора, Седом (390 m испод морског нивоа) | Клима Мртвог мора, Седом (390 m испод морског нивоа) | Клима Мртвог мора, Седом (390 m испод морског нивоа) | Клима Мртвог мора, Седом (390 m испод морског нивоа) | Клима Мртвог мора, Седом (390 m испод морског нивоа) | Клима Мртвог мора, Седом (390 m испод морског нивоа) | Клима Мртвог мора, Седом (390 m испод морског нивоа) | Клима Мртвог мора, Седом (390 m испод морског нивоа) | Клима Мртвог мора, Седом (390 m испод морског нивоа) | Клима Мртвог мора, Седом (390 m испод морског нивоа) | Клима Мртвог мора, Седом (390 m испод морског нивоа) |
| Показатељ \ Месец                                    | .Јан.                                                | .Феб.                                                | .Мар.                                                | .Апр.                                                | .Мај.                                                | .Јун.                                                | .Јул.                                                | .Авг.                                                | .Сеп.                                                | .Окт.                                                | .Нов.                                                | .Дец.                                                | .Год.                                                |
| ---------------------------------------------------- | ---------------------------------------------------- | ---------------------------------------------------- | ---------------------------------------------------- | ---------------------------------------------------- | ---------------------------------------------------- | ---------------------------------------------------- | ---------------------------------------------------- | ---------------------------------------------------- | ---------------------------------------------------- | ---------------------------------------------------- | ---------------------------------------------------- | ---------------------------------------------------- | ---------------------------------------------------- |
| Апсолутни максимум, °C (°F)                          | 26,4 (79,5)                                          | 30,4 (86,7)                                          | 33,8 (92,8)                                          | 42,5 (108,5)                                         | 45,0 (113)                                           | 46,4 (115,5)                                         | 47,0 (116,6)                                         | 44,5 (112,1)                                         | 43,6 (110,5)                                         | 40,0 (104)                                           | 35,0 (95)                                            | 28,5 (83,3)                                          | 47,0 (116,6)                                         |
| Максимум, °C (°F)                                    | 20,5 (68,9)                                          | 21,7 (71,1)                                          | 24,8 (76,6)                                          | 29,9 (85,8)                                          | 34,1 (93,4)                                          | 37,6 (99,7)                                          | 39,7 (103,5)                                         | 39,0 (102,2)                                         | 36,5 (97,7)                                          | 32,4 (90,3)                                          | 26,9 (80,4)                                          | 21,7 (71,1)                                          | 30,4 (86,7)                                          |
| Просек, °C (°F)                                      | 16,6 (61,9)                                          | 17,7 (63,9)                                          | 20,8 (69,4)                                          | 25,4 (77,7)                                          | 29,4 (84,9)                                          | 32,6 (90,7)                                          | 34,7 (94,5)                                          | 34,5 (94,1)                                          | 32,4 (90,3)                                          | 28,6 (83,5)                                          | 23,1 (73,6)                                          | 17,9 (64,2)                                          | 26,1 (79)                                            |
| Минимум, °C (°F)                                     | 12,7 (54,9)                                          | 13,7 (56,7)                                          | 16,7 (62,1)                                          | 20,9 (69,6)                                          | 24,7 (76,5)                                          | 27,6 (81,7)                                          | 29,6 (85,3)                                          | 29,9 (85,8)                                          | 28,3 (82,9)                                          | 24,7 (76,5)                                          | 19,3 (66,7)                                          | 14,1 (57,4)                                          | 21,9 (71,4)                                          |
| Апсолутни минимум, °C (°F)                           | 5,4 (41,7)                                           | 6,0 (42,8)                                           | 8,0 (46,4)                                           | 11,5 (52,7)                                          | 19,0 (66,2)                                          | 23,0 (73,4)                                          | 26,0 (78,8)                                          | 26,8 (80,2)                                          | 24,2 (75,6)                                          | 17,0 (62,6)                                          | 9,8 (49,6)                                           | 6,0 (42,8)                                           | 5,4 (41,7)                                           |
| Количина падавина, mm (in)                           | 7,8 (0,307)                                          | 9,0 (0,354)                                          | 7,6 (0,299)                                          | 4,3 (0,169)                                          | 0,2 (0,008)                                          | 0,0 (0)                                              | 0,0 (0)                                              | 0,0 (0)                                              | 0,0 (0)                                              | 1,2 (0,047)                                          | 3,5 (0,138)                                          | 8,3 (0,327)                                          | 41,9 (1,65)                                          |
| Дани са падавинама                                   | 3,3                                                  | 3,5                                                  | 2,5                                                  | 1,3                                                  | 0,2                                                  | 0,0                                                  | 0,0                                                  | 0,0                                                  | 0,0                                                  | 0,4                                                  | 1,6                                                  | 2,8                                                  | 15,6                                                 |
| Релативна влажност, %                                | 41                                                   | 38                                                   | 33                                                   | 27                                                   | 24                                                   | 23                                                   | 24                                                   | 27                                                   | 31                                                   | 33                                                   | 36                                                   | 41                                                   | 31,5                                                 |
| Извор: Израелска метеоролошка служба                 |                                                      |                                                      |                                                      |                                                      |                                                      |                                                      |                                                      |                                                      |                                                      |                                                      |                                                      |                                                      |                                                      |

## Хемија
Са сланошћу од 34,2% (2011), то је једно од најсланијих водених тела на свету, иако је језеро Ванда на Антарктику (35%), језеро Асал у Џибутију (34,8%), лагуна Кара-Богаз Гол у Каспијском мору (до 35%) и нека хиперслана језерца и језера сувих долина Макмурда на Антарктику (као што је Дон Хуаново језеро (44%)) познато да имају веће салинитете.
До зиме 1978—79, када је дошло до великог мешања, Мртво море је било састављено од два слоја воде који су се разликовали по температури, густини, старости и салинитету. Горњих 35 m (115 ft) Мртвог мора је имало просечан салинитет од 342 делова на хиљаду (2002), и температуру која се кретала између 19 °C (66 °F) и 37 °C (99 °F). Испод зоне транзиције, нижи ниво Мртвог мора имао је воде са конзистентном температуром од 22 °C (72 °F) и потпуно засићење натријум хлоридом (NaCl). Пошто је вода близу дна засићена, со се таложи из раствора на морско дно.
Почевши од шездесетих година, доток воде у Мртво море из реке Јордан је смањен као последица наводњавања у великим размерама и генерално слабих падавина. До 1975. горњи слој воде био је сланији од доњег слоја. Ипак, горњи слој је остао суспендован изнад доњег слоја, јер су његове воде биле топлије и стога мање густе. Када се горњи слој охладио, његова густина је постала већа од доњег слоја, те су се воде мешале (1978—79). По први пут, након више векова, језеро је постало хомогено водено тело. Од тада, стратификација је поново почела да се развија.
Минерални садржај Мртвог мора се веома разликује од океанске воде. Тачан састав воде Мртвог мора варира углавном у зависности од сезоне, дубине и температуре. Почетком 1980-их, концентрација јонских врста (у g/kg) површинске воде Мртвог мора била је Cl− (181,4), Br− (4,2), SO42− (0,4), HCO3− (0,2), Ca2+ (14,1) , Na+ (32,5), K+ (6,2) и Mg2+ (35,2). Укупни салинитет је био 276 g/kg. Ови резултати показују да је састав соли, као анхидрованих хлорида у тежинским процентима, био калцијум хлорид (CaCl2) 14,4%, калијум хлорид (KCl) 4,4%, магнезијум хлорид (MgCl2) 50,8% и натријум хлорид (NaCl) 30.%. Поређења ради, со у води већине океана и мора је отприлике 85% натријум хлорид. Концентрација сулфатних јона (SO42−) је веома ниска, а концентрација бромидних јона (Br−) је највећа од свих вода на Земљи.
Концентрација соли у Мртвом мору варира око 31,5%. Ово је необично високо и резултира номиналном густином од 1,24 kg/L. Свако може лако да плута у Мртвом мору због природног узгона. У том погледу Мртво море је слично Великом сланом језеру у Јути у Сједињеним Државама.
Необична карактеристика Мртвог мора је његово изливање асфалта. Из дубоких цурења, Мртво море непрестано избацује ситне каменчиће и блокове црне материје. Пронађене су фигурине пресвучене асфалтом и неолитске лобање пресвучене битуменом са археолошких локалитета. Египатски процеси мумификације користили су асфалт увезен из региона Мртвог мора.

## Здравље
Вода је због салинитета врло лековита. При изласку из воде, тело остаје прекривено дебелим слојем соли, која благотворно делује на кожу. На дну лежи и глина која се користи у терапеутске сврхе.